# Liste des épisodes d'Inspecteur Derrick
Cette page présente la liste des épisodes de la série télévisée allemande Inspecteur Derrick.

## Première saison (1974)
1. Le chemin à travers bois (Waldweg)
2. Johanna (Johanna)
3. La fête (Stiftungsfest)

## Deuxième saison (1975)
1. Le bus de minuit (Mitternachtsbus)
2. Un mort sur la voie ferrée (Tod am Bahngleis)
3. Le diplomate (Nur Aufregungen für Rohn)
4. Vacances à Madère (Madeira)
5. La cavale (Zeichen der Gewalt)
6. Paddenberg (Paddenberg)
7. La tentation (Hoffmanns Höllenfahrt)
8. Une affaire étrange (Pfandhaus)
9. La valise de Salzbourg (Ein Koffer aus Salzburg)
10. L'ami de Kamilla (Kamillas junger Freund)
11. Le lendemain du crime (Der Tag nach dem Mord)
12. Une mauvaise réussite (Alarm auf Revier 12)

## Troisième saison (1976)
1. La mort du colibri (Tod der Kolibris)
2. Mort d'un musicien (Tod des Trompeters)
3. La peur (Angst)
4. Quand les oiseaux ne chantent plus (Tote Vögel singen nicht)
5. Choc (Schock)
6. Calcutta (Kalkutta)
7. Un triste dimanche (Kein schöner Sonntag)
8. Faussaires (Auf eigene Faust)
9. Un sale caractère (Ein unbegreiflicher Typ)
10. Bienvenue à bord (Das Bordfest)
11. Un truc super (Das Superding)
12. Risque (Risiko)
13. Pecko (Pecko)
14. L'homme de Portofino (Der Mann aus Portofino)

## Quatrième saison (1977)
1. L'imposture (Yellow He)
2. Une affaire louche (Hals in der Schlinge)
3. Une nuit d'octobre (Eine Nacht im Oktober)
4. La note (Offene Rechnung)
5. La mort de l'usurier (Tod des Wucherers)
6. Responsabilité partagée (Das Kuckucksei)
7. Le crime du Trans-Europe-Express (Mord im TEE 91)
8. Via Bangkok (Via Bangkok)
9. Encaissement (Inkasso)
10. L'Anglaise (Tote im Wald)

## Cinquième saison (1978)
1. Le photographe (Der Fotograf)
2. Mort d'un fan (Tod eines Fans)
3. L'erreur (Abendfrieden)
4. L'embuscade (Ein Hinterhalt)
5. Actes d'amour (Stein's Tochter)
6. Concerto (Klavierkonzert)
7. Pension de famille (Kaffee mit Beate)
8. Solo pour Margarete (Solo für Margarete)
9. Le père de Lisa (Lissas Vater)
10. Le mouchard (Der Spitzel)
11. Les secondes perdues (Die verlorenen Sekunden)
12. Ute et Manuela (Ute und Manuela)
13. Le mystère (Abitur)

## Sixième saison (1979)
1. Le Facteur L (Der L-Faktor)
2. Attentat contre Bruno (Anschlag auf Bruno)
3. La rentrée de Schubach (Schubachs Rückkehr)
4. Un petit coin tranquille (Ein unheimliches Haus)
5. La poupée (Die Puppe)
6. Tandem (Tandem)
7. Lena (Lena)
8. Une visite de New-York (Besuch aus New York)
9. Le congrès de Berlin (Ein Kongreß in Berlin)
10. La 3e victime (Das dritte Opfer)
11. L'envie (Die Versuchung)
12. L'ange de la mort (Ein Todesengel)
13. L'As de carreau (Karo As)

## Septième saison (1980)
1. Hanna (Hanna, liebe Hanna)
2. La faim (Unstillbarer Hunger)
3. Une très vieille chanson (Ein Lied aus Theben)
4. La seconde mortelle (Tödliche Sekunden)
5. Le prix de la mort (Ein tödlicher Preis)
6. La décision (Die Entscheidung)
7. Du sang dans les veines (Der Tod sucht Abonnenten)
8. La tentative (Auf einem Gutshof)
9. Le témoin (Zeuge Yurowski)
10. Une forte personnalité (Eine unheimlich starke Persönlichkeit)
11. Pricker (Pricker)
12. Un cierge pour l'assassin (Dem Mörder eine Kerze)
13. L'accident (Eine Rechnung geht nicht auf)

## Huitième saison (1981)
1. Le canal (Der Kanal)
2. Au bord du gouffre (Am Abgrund)
3. Pas d'Éden (Kein Garten Eden)
4. Une vieille histoire (Eine ganz alte Geschichte)
5. Alerte (Die Schwester)
6. Mort d'un Italien (Tod eines Italieners)
7. La sixième allumette (Das sechste Streichholz)
8. Pourcentages (Prozente)
9. Le sous-locataire (Der Untermieter)
10. La morte du lac (Tod im See)
11. L'heure du crime (Die Stunde der Mörder)

## Neuvième saison (1982)
1. Parfum d'enfer (Eine Rose im Müll)
2. Un piège pour Derrick (Eine Falle für Derrick)
3. Un corps perdu (Nachts in einem fremden Haus)
4. Un voyage à Lindau (Die Fahrt nach Lindau)
5. L'imprudence (Ein Fall für Harry)
6. L'alibi (Das Alibi)
7. Un faux frère (Hausmusik)
8. L'homme de Kiel (Der Mann aus Kiel)
9. Un événement pas banal (Ein unheimliches Erlebnis)

## Dixième saison (1983)
1. Trafic d'armes (Via Genua)
2. Le chantage (Die Tote in der Isar)
3. Courrier de nuit (Geheimnisse einer Nacht)
4. L'intrus (Der Täter schickte Blumen)
5. La petite Ahrens (Die kleine Ahrens)
6. Dernier rendez-vous (Tödliches Rendezvous)
7. Paix intérieure (Lohmanns innerer Frieden)
8. Attentat contre Derrick (Attentat auf Derrick)
9. Le tueur de la nuit (Die Schrecken der Nacht)
10. Un homme en trop (Dr. Römer und der Mann des Jahres)

## Onzième saison (1984)
1. La jeune fille en jean (Das Mädchen in Jeans)
2. Un plan diabolique (Die Verführung)
3. L'ange gardien (Manuels Pflegerin)
4. Jeux dangereux (Drei atemlose Tage)
5. Sacrifice inutile (Tödlicher Ausweg)
6. Enquête parallèle (Keine schöne Fahrt nach Rom)
7. Jeu de mort (Ein Spiel mit dem Tod)
8. Mort pour rien (Ein Mörder zu wenig)
9. Le testament (Angriff aus dem Dunkel)
10. Nostalgie (Ende einer Sehnsucht)
11. Les règles du jeu (Gangster haben andere Spielregeln)
12. La vie secrète de Richter (Das seltsame Leben des Herrn Richter)
13. Le meilleur de la classe (Der Klassenbeste)
14. Maître Prestel (Stellen Sie sich vor, man hat Dr. Prestel erschossen)

## Douzième saison (1985)
1. L'homme d'Antibes (Der Mann aus Antibes)
2. La trompette (Gregs Trompete)
3. Les enfants de Rasko (Raskos Kinder)
4. Bavure (Toter Goldfisch)
5. Qui a tué Asmy ? (Wer erschoß Asmy ?)
6. L'imagination d'Helga (Das tödliche Schweigen)
7. Un cadavre sur les bras (Ein unheimlicher Abgang)
8. La main de Dieu (Schwester Hilde)
9. Nuit blanche (Lange Nacht für Derrick)
10. Un brave type (Kranzniederlegung)
11. Mort d'une jeune fille (Tod eines jungen Mädchens)
12. La danseuse (Die Tänzerin)
13. Une famille unie (Familie im Feuer)

## Treizième saison (1986)
1. Une longue journée (An einem Montagmorgen)
2. Une triste fin (Naujocks trauriges Ende)
3. Les indésirables (Geheimnis im Hochhaus)
4. Le témoin oculaire (Der Augenzeuge)
5. Carmen (Das absolute Ende)
6. Le charme des Bahamas (Der Charme der Bahamas)
7. La nuit de la mort (Die Nacht, in der Ronda starb)
8. Froideur (Ein eiskalter Hund)
9. L'affaire Weidau (Der Fall Weidau)
10. L'aveu (Schönzeit für Mörder)
11. Le rôle de sa vie  (Die Rolle seines Lebens)
12. Licenciement (Entlassen Sie diesen Mann nicht!)

## Quatorzième saison (1987)
1. Angoisse (Mädchen in Angst)
2. La dame d'Amsterdam (Die Dame im Amsterdam)
3. Appel de nuit (Anruf in der Nacht)
4. Folie (Absoluter Wahnsinn)
5. Le cadavre du parc (Der Tote auf dem Parkbank)
6. La nuit du jaguar (Die Nacht des Jaguars)
7. Le chemin de la liberté (Ein Weg in die Freiheit)
8. Patrouille de nuit (Nachtstreife)
9. Le dernier voyage (Koldaus letzte Reise)
10. L'homme de Rome (Nur Ärger mit dem Mann aus Rom)
11. L'affaire Goos (Mordfall Goos)

## Quinzième saison (1988)
1. L'oiseau volant (Fliegender Vogel)
2. Sombres rêves (Mordträume)
3. De beaux jours (Eine Reihe von schönen Tagen)
4. Pas de risque (Kein Risiko)
5. Double enquête (Auf Motivsuche)
6. Une affaire énorme (Da läuft eine Riesensache)
7. Aventure au Pirée (Das Piräus-Abenteuer)
8. La voix (Die Stimme)
9. Fin d'une illusion (Das Ende einer Illusion)
10. Y compris le meurtre (Mord inklusive)
11. L'affaire Druse (Die Mordsache Druse)
12. Une sorte de meurtre (Eine Art Mord)

## Seizième saison (1989)
1. Comment attraper Bodetzki (Wie kriegen wir Bodetzki ?)
2. L'assassin de Kissler (Kisslers Mörder)
3. Le second meurtre (Der zweite Mord)
4. La rose bleue (Blaue Rose)
5. La voix de l'assassin (Die Stimme des Mörders)
6. La vengeance (Rachefeldzug)
7. Cri dans la nuit (Schrei in der Nacht)
8. Les chemins de la vie (Die Kälte des Lebens)
9. Mozart et la mort (Mozart und der Tod)
10. Un tout petit truand (Ein Kleine Gauner)
11. Sursis (Diebachs Frau)
12. Un soir à la campagne (Ein merkwürdiger Tag auf dem Land)

## Dix-septième saison (1990)
1. Paix intérieure (Kein Ende in Wohlgefallen)
2. Guerre d'industrie (Tödliches Patent)
3. Judith (Judith)
4. L'expulsion (Tossners Ende)
5. La descente en enfer (Höllensturz)
6. Alina Malikowa (Der Einzelgänger)
7. Lissy (Des Menschen Feind)
8. La bicyclette (Tod am Waldrand)
9. Docteur Schöne (Abgründe der Gefühle)
10. La minute de vérité (Der Augenblick der Wahrheit)
11. Relation rompue (Beziehung abgebrochen)
12. Assurance retraite (Solo für Vier)

## Dix-huitième saison (1991)
1. Renata (Caprese in der Stadt)
2. Passage dangereux (Gefährlicher Weg durch die Nacht)
3. Une affaire banale (Das Penthaus)
4. Tendresse fugitive (Wer bist du, Vater?)
5. Le cercle infernal (Verlorene Würde)
6. Le virus de l'argent (Offener Fall)
7. Un mort sans importance (Der Tote spielt fast keine Rolle)
8. Des vies bouleversées (Störungen in der Lust zu leben)
9. La fin d'un beau roman (Ein Tod auf dem Hinterhof)
10. Le cri (Der Schrei)
11. Le sourire du Docteur Bloch (Das Lächeln des Dr. Bloch)
12. Le génie en danger  (Isoldes tote Freunde)

## Dix-neuvième saison (1992)
1. Une journée à Munich (Die Reise nach München)
2. N'est pas tueur qui veut (Ein seltsamer Ehrenmann)
3. Le crime est dans l'escalier (Mord im Treppenhaus)
4. Les festins de Monsieur Borgelt (Die Festmenüs des Herrn Borgelt)
5. Des roses pour Linda (Der stille Mord)
6. Un geste de tendresse (Beatrice und der Tod)
7. Le théâtre de la vie (Eine eiskalte Nummer)
8. Vengeance (Tage des Zorns)
9. La femme d'un meurtrier (Die Frau des Mörders)
10. Le monde de Billie (Billies schöne, neue Welt)
11. Si Dieu était une femme (Ein merkwürdiger Privatdetektiv)
12. Une seconde vie (Kein teurer Toter)

## Vingtième saison (1993)
1. Le cœur a ses raisons (Ein sehr trauriger Vorgang)
2. Soif de vérité (Mann im Regen)
3. La valse lente (Langsamer Walzer)
4. À cœur perdu (Geschlossene Wände)
5. Un papa modèle (Nach acht langen Jahren)
6. La compagne (Die Lebensgefährtin)
7. Doris (Die seltsame Sache Liebe)
8. Une vie bradée (Zwei Tage, zwei Nächte)
9. Séance de nuit (Nachtvorstellung)
10. Requiem pour un destin (Melodie des Todes)
11. La cabane au bord du lac (Die Nacht mit Ariane)
12. Un objet de désir (Ein Objekt der Begierde)

## Vingt-et-unième saison (1994)
1. Une sœur envahissante (Das Thema)
2. La peur au ventre (Nachts, als sie nach Hause lief)
3. Cruauté, insensibilité, froideur (Das Plädoyer)
4. Aversion mortelle (Ein sehr ehrenwerter Herr)
5. Fin du voyage (Eine Endstation)
6. Un mort a gagné (Darf ich Ihnen meinen Mörder vorstellen ?)
7. Serrons-nous la main (Gib dem Mörder nicht die Hand)
8. Le visage derrière la vitre (Gesicht hinter der Scheibe)
9. La clé (Der Schlüssel)
10. Le naufrage (Das Floß)
11. La reine de la nuit (Nachtgebete)
12. Dîner avec Bruno (Abendessen mit Bruno)

## Vingt-deuxième saison (1995)
1. L'indifférence (Katze ohne Ohren)
2. Un appel de Vienne (Anruf aus Wien)
3. Une histoire d'amour (Ein Mord, zweiter Teil)
4. Trop d'amour (Teestunde mit einer Mörderin)
5. Des gens comme il faut (Ein Mord und lauter nette Leute)
6. Tuer ce que l'on aime (Kostloffs Thema)
7. Le Roi de cœur (Derricks toter Freund)
8. Le don de soi (Eines Mannes Herz)
9. Caïn et Abel (Dein Bruder, der Mörder)
10. Dialogue avec un meurtrier (Die Ungerührtheit der Mörder)
11. Fantasmes (Herr Widanje träumt schlecht)
12. La vérité (Mitternachtssolo)

## Vingt-troisième saison (1996)
1. Le secret de la confession (Die zweite Kugel)
2. Réception pour un assassin (Einen schönen Tag noch, Mörder)
3. Un monde à part (Ruth und die Mörderwelt)
4. Rencontre avec un meurtrier (Frühstückt Babette mit einem Mörder ?)
5. Une jeune fille au clair de lune (Mädchen im Mondlicht)
6. L'écho de la mort (Mordecho)
7. La chambre vide (Das leere Zimmer)
8. Appartement quatre cent seize (Riekes trauriger Nachbar)
9. Un bon avocat (Der Verteidiger)
10. Le coucher de soleil (Das dunkle Licht)
11. Un témoin silencieux (Zeuge Karuhn)
12. Soumission (Bleichröder ist tot)

## Vingt-quatrième saison (1997)
1. Corruption (Eine kleine rote Zahl)
2. La bonne décision (Gegenüberstellung)
3. Justice aveugle (Verlorener Platz)
4. Les poteaux indicateurs (Gesang der Nachtvögel)
5. Enfance volée (Fundsache Anja)
6. Les portes de l'enfer (Hölle im Kopf)
7. SOS solitude (Die Nächte des Kaplans)
8. La mort d'un ennemi (Der Mord, der ein Irrtum war)
9. Le message universel (Das erste aller Lieder)
10. Pornocchio (Pornocchio oder die zerbrochene geige)

## Vingt-cinquième saison (1998)
1. Rendez-moi mon père (Die Tochter des Mörders)
2. Anna Lakowski (Anna Lakowski)
3. La valise égarée (Herr Kordes braucht eine Million)
4. Drôle d'oiseau (Mama Kaputtke)
5. Le grand jour (Das Abschiedsgeschenk)